# Синтетический морфогенез
Синтетический морфогенез (англ. synthetic morphogenesis) — контролируемое развитие органов, систем и частей тела организмов посредством активации специфических молекулярных механизмов, включая создание программируемых тканей и органов, синтетических биоматериалов и программируемого живого вещества, а также de novo инженерии сложных морфогенных систем.

## Современное состояние дел
Первым рассмотрением возможных механизмов морфогенеза стала опубликованная в 1952 году работа английского математика Алана Тьюринга «Химические основы морфогенеза», которая описывала механизмы биологии развития в системах дифференциальных уравнений. Естественные морфологические системы, как правило, имеют модульную иерархическую структуру. Эта особенность является результатом эволюции биологических систем, в рамках которой происходила фиксация основных молекулярных процессов, с последующей комбинацией динамического регулирования внутри- и межклеточных взаимодействий.
Синтетический морфогенез представляет собой подход к замещению утраченных взрослым организмом тканей, органов и функций клеток, путем индуцирования локального повторения нормального онтогенеза, либо – формирования органов с принципиально новыми функциями  . Однако, в настоящее время области применения клиническими специалистами как правило ограничиваются возможностями клеточной трансдифференцировки и формования , что связано с тремя важнейшими проблемами:
а) отсутствие полноты элементов используемого биоконструктора; 
б) обеспечение устойчивости созданных биоконструкций к шуму; 
в) ограниченность методов реализации биоинженерных решений.

## Полнота элементов биоконструктора
Использование подходов синтетической биологии позволяет решать задачу полноты элементов как конструкторскую, собирая биосистему из элементов «биоконструктора». В последнее время появились работы по систематизации библиотек биоблоков для конструирования свойств и функций компонентов органов и тканей  для дальнейшего использования в клинической практике . Одним из таких направлений использования является создание «заготовок органов» из плюрипотентных клеток различной природы для завершения морфогенеза в теле человека .
В настоящее время синтетические генные конструкции реализованы для узнавания клеточного типа, метаболического статуса, биохимических сигналов и света для изменения клеточной формы, подвижности и программы дифференцировки, либо спровоцировать гибель клетки. Синтетический межклеточный сигналинг позволяет популяции клеток принимать решения и координировать поведение как локально, так и на глобальном уровне  .
Проектирование клеток обеспечит мощное средство тканевой инженерии для клинического применения в хирургии и восстановительной медицине. Построение простых новых систем в соответствии с теориями формообразования, полученных от изучения реальных эмбрионов, будет служить средством проверки этих теорий строго, то, что очень трудно сделать с помощью манипуляций сложных эмбрионов (системная биология как инструментарий). Инженерные требования синтетической морфологии включают разработку библиотеки сенсорных модулей, регулирующих модулей и эффекторных модулей, которые могут быть связаны функционально внутри клеток. Значительное число сенсорных и регуляторных модулей уже существуют, и в связи с этим библиотека, необходимая для проектирования инженерных клеток человека, находится уже в пределах досягаемости .

## Устойчивость биоконструкций к шуму
Биология развития рассматривает феномен организационной сложности и устойчивости к шуму при экспрессии генов в клетке. В настоящее время существуют различные модели таких процессов, но мы далеки от понимания всей картины, в частности, морфогенеза, в котором экспрессия генов должна жёстко регулироваться. Необходимо фундаментальное исследование вопросов регуляции экспрессии генов управлением развитием организма, выдерживающих различные внешние воздействия и внутреннюю стохастичность . С этой целью в настоящее время используются различные методы моделирования метаболических процессов в клетках .
Сообщества инженерных клеток будут отличаться по своим транскрипционным профилям, паттерны экспрессии генов будут менять в результате коллективной динамики клеточных сообществ. Это позволяет предположить, что в широком диапазоне биологических контекстов, экспрессия генов отражает процесс самоорганизации, связанный с динамикой населения и окружающей среды . Данный феномен может использоваться при проектировании сложных многокомпонентных тканей, отдельные недостатки конструкций которых могут компенсироваться самоорганизующимися и адаптирующимися клеточными сообществами.

## Методы реализации биоинженерных решений
В настоящее время методы синтетического морфогенеза представлены молекулярно-биологическими технологиями синтеза и секвенирования нуклеиновых кислот, культивации клеток в биореакторе, дифференцировке или трансдифференцировке, в рамках которых клетки способны пройти прямой (от плюрипотентных до соматических) или обратный путь (от соматических до мульти- или плюрипотентных). Интеграция разнородных омиксных данных в совокупности с методами клеточного имиджинга позволила выполнить моделирование функционала эндотелиальных клеток кровеносного сосуда .
Новые направления в построении межклеточных организаций также находят свое место в создании новых симбиозов .

## Заготовки органов
Подход на основе заготовок органов (англ. organ bud) представляет собой совокупность методов изготовления тканеинженерных конструкций, в которых в качестве биореактора на последней стадии морфогенеза используются полости тела человека или животного . Префабрикация таких заготовок может осуществляться различными способами формования (3D-биопринтинг; заселение внеклеточного матрикса клетками в ротационном биореакторе; и т.д.) с последующей инкубацией in vivo или in vitro, например создание заготовки искусственной фасции из клеток и носителя в 3D-биопринтере и дальнейшее «обучение» заготовки в условиях in vivo .

## Перспективы
Регенерация функций органов и тканей посредством использования методов инженерной (синтетической) биологии представляет собой перспективный системный подход, результаты которого могут быть использованы в клинической практике. Необходимо проведение исследований для точного определения условий, имитирующих органогенез, что может в конечном итоге привести к созданию функциональных органов и микробиологических сообществ. 
Синтетический морфогенез является альтернативной подходам биоинженерии органов и тканей человека in vitro. Ограничением использования метода являются возможности организма в области репарации повреждений, выводу продуктов метаболизма, и т.д.
Генно-инженерные животные, такие как минипиги с удаленными участками эндогенных ретровирусов свиней и замененным MHC-комплексом в клетках , могут использоваться при невозможности выращивания органа в теле пациента по медицинским показаниям.